# Willem Enckenwoirt
Willem Enckenwoirt o Enckenvoirt, Enckevort, Enckenvoert (Mierlo, 22 gennaio 1464 – Roma, 19 luglio 1534) è stato un cardinale e vescovo cattolico olandese.

## Biografia

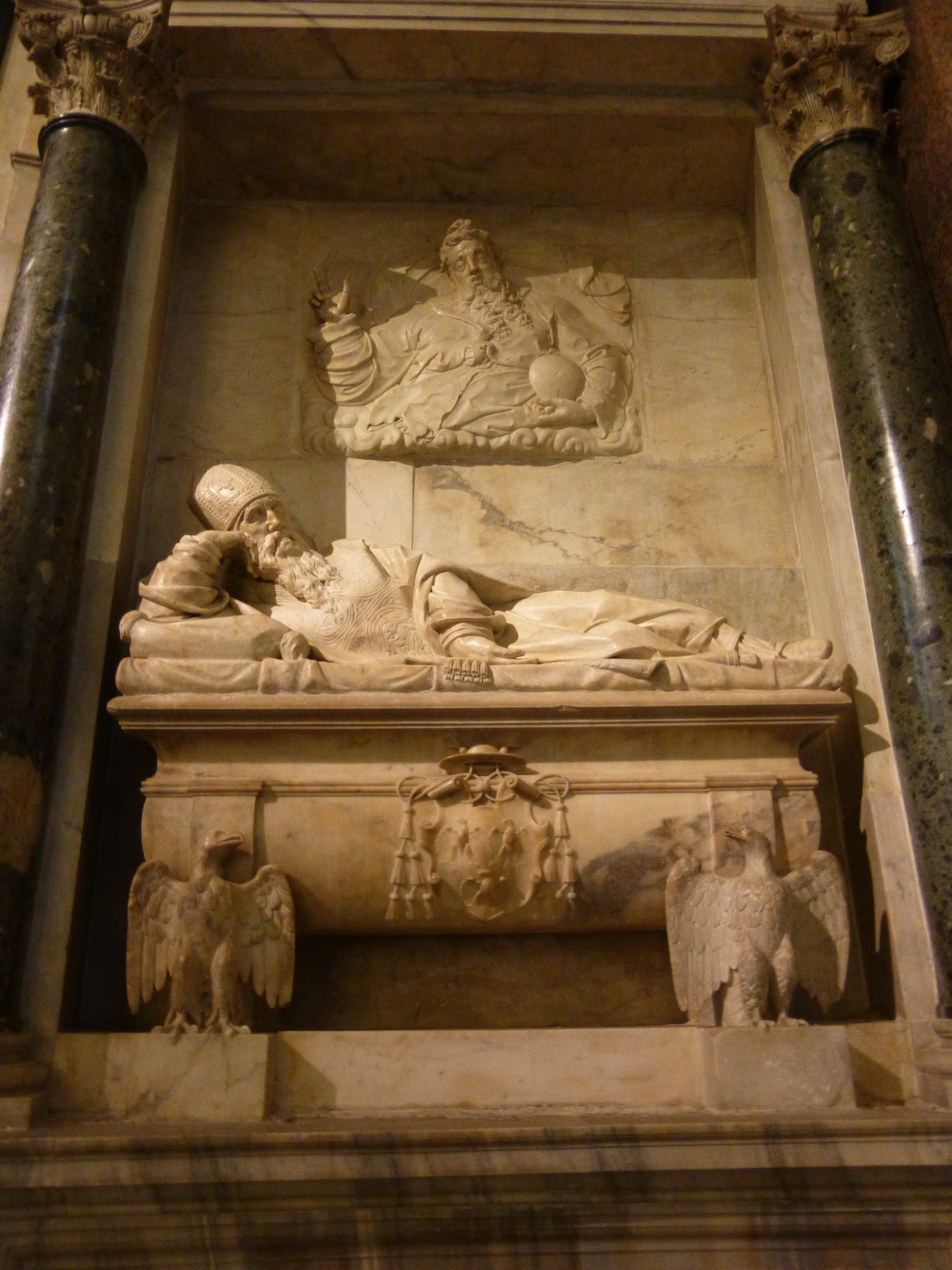
Tomba di Willem van Enckevoirt a Santa Maria dell'Anima a Roma

L'11 marzo 1523 fu eletto vescovo di Tortosa e tenne questa sede fino alla morte.
Papa Adriano VI lo elevò al rango di cardinale nel concistoro del 10 settembre 1523.
L'11 aprile 1529 consacrò all'episcopato Pedro Malgareso e Bernardino de Soria e il 27 aprile 1533 Michele Torelli.
Il 1º ottobre 1529 fu eletto anche vescovo di Utrecht e mantenne pure questa sede fino alla morte.
Morì il 19 luglio 1534 all'età di 70 anni. Fu sepolto nella chiesa di Santa Maria dell'Anima. Il suo monumento funerario è opera di Giovanni Mangone.

## Successione apostolica
La successione apostolica è:
- Vescovo Antonio Numai (1529)
- Vescovo Pedro Malgareso, O.F.M.Obs. (1529)
- Vescovo Bernardino de Soria, O.F.M. (1529)
- Vescovo Dionisio Zannettini, O.F.M.Obs. (1529)
- Vescovo Felice de Massimi (1531)
- Vescovo Michele Torelli (1533)
- Vescovo Charles de Croy, O.S.B. (1533)